# Morris Twelve
La Twelve è un'autovettura mid-size prodotta dalla Morris dal 1936 al 1939.

## Morris Twelve (1936–1937)
La prima serie della "Twelve" possedeva un motore a quattro cilindri in linea da 1.550 cm³ di cilindrata. Questo propulsore era a valvole laterali. La velocità massima raggiunta dal modello era 103 km/h. Il modello era disponibile con due tipi di carrozzeria, berlina due o quattro porte.

## Morris Twelve/Four (1937–1939)
Già nel 1937 il modello precedente venne sostituito dalla Twelve/Four. Il motore aveva la stessa cilindrata e la medesima configurazione dei cilindri di quello della serie precedente. Ora però le valvole erano in testa. La velocità massima raggiunta dal veicolo era di 114 km/h. Anche questo modello era disponibile con due tipi di carrozzeria, berlina due o quattro porte.
Nel 1939 il modello venne tolto di produzione e fu sostituito, nel 1948, dalla Oxford MO. Durante la seconda guerra mondiale, infatti, la Morris convertì i propri impianti per la produzione bellica.